# Nowy Guliwer
Nowy Guliwer / Przygody nowego Guliwera / Przygody Guliwera  (ros. Новый Гулливер, Nowyj Gulliwier) – radziecki czarno-biały film  częściowo animowany z 1935 roku w reżyserii Aleksandra Ptuszko powstały na podstawie utworu Jonathana Swifta "Podróże Guliwera". Wznowiony w 1950 roku pt. Przygody Guliwera. Film jest zarazem pierwszym radzieckim filmem kukiełkowym oraz pierwszym pełnometrażowym filmem animowanym na świecie.
Nowy Guliwer to pierwszy pełnometrażowy film kukiełkowy Aleksandra Ptuszko. W obrazie, w którym animacja została połączona z grą żywych aktorów zastosowano ponad 3 tysiące lalek. Film otwiera prolog, w którym grają żywi aktorzy, jednak większa jego część toczy się w krainie Liliputów i jest animowana. Na planie oprócz kukiełek występują także figurki z gliny, które są równie często pokazywane w tych samych kadrach z aktorem grającym Guliwera. 

## Fabuła
Film opowiada o przygodach Pieti – młodego radzieckiego pioniera, który zasypia czytając Jonathana Swifta. Bohater budzi się w świecie będącym surrealistyczną wersją świata powieściowego. Pieta trafia do krainy Liliputów.

## Nagrody
- 1934: II Międzynarodowy Festiwal Filmowy w Wenecji - Nagroda "Za najlepszy program"
- 1935: Międzynarodowy Festiwal Filmowy w Moskwie - Dyplom honorowy studia "Mosfilm"[5]